# العلاقات الأنغولية البنينية
العلاقات الأنغولية البنينية هي العلاقات الثنائية التي تجمع بين أنغولا وبنين.

## مقارنة بين البلدين
هذه مقارنة عامة ومرجعية للدولتين:
| وجه المقارنة                                              | أنغولا           | بنين            |
| --------------------------------------------------------- | ---------------- | --------------- |
| المساحة (كم2)                                             | 1.25 مليون       | 114.76 ألف      |
| عدد السكان (نسمة)                                         | 29.78 مليون      | 11.18 مليون     |
| الكثافة السكانية (ن./كم²)                                 | 23.82            | 97.42           |
| العاصمة                                                   | لواندا           | بورتو نوفو      |
| اللغة الرسمية                                             | اللغة البرتغالية | لغة فرنسية      |
| العملة                                                    | كوانزا أنغولي    | فرنك غرب أفريقي |
| الناتج المحلي الإجمالي (بليون دولار)                      | 124.21 مليار     | 9.27 مليار      |
| الناتج المحلي الإجمالي (تعادل القوة الشرائية) بليون دولار | 184.83 مليار     | 22.38 مليار     |
| الناتج المحلي الإجمالي الاسمي للفرد دولار أمريكي          | 4.10 ألف         | 762             |
| الناتج المحلي الإجمالي للفرد دولار أمريكي                 |                  | 2.03 ألف        |
| مؤشر التنمية البشرية                                      | 0.533            | 0.480           |
| رمز المكالمات الدولي                                      | +244             | +229            |
| رمز الإنترنت                                              | .ao              | .bj             |
| المنطقة الزمنية                                           | ت ع م+01:00      | ت ع م+01:00     |

## منظمات دولية مشتركة
يشترك البلدان في عضوية مجموعة من المنظمات الدولية، منها:
| علم المنظمة | اسم المنظمة                                 | تاريخ انضمام أنغولا | تاريخ انضمام بنين |
| ----------- | ------------------------------------------- | ------------------- | ----------------- |
|             | البنك الإفريقي للتنمية                      | ?                   | ?                 |
|             | الاتحاد الأفريقي                            | 11 فبراير 1979      | ?                 |
|             | منظمة التجارة العالمية                      | ?                   | ?                 |
|             | منظمة الشرطة الجنائية الدولية               | ?                   | ?                 |
|             | منظمة حظر الأسلحة الكيميائية                | ?                   | ?                 |
|             | مؤسسة التمويل الدولية                       | 19 سبتمبر 1989      | 5 فبراير 1987     |
|             | يونسكو                                      | 11 مارس 1977        | 18 أكتوبر 1960    |
|             | البنك الدولي للإنشاء والتعمير               | 19 سبتمبر 1989      | 10 يوليو 1963     |
|             | مجموعة دول أفريقيا والكاريبي والمحيط الهادئ | ?                   | ?                 |
|             | الأمم المتحدة                               | 1 ديسمبر 1976       | 20 سبتمبر 1960    |
|             | مؤسسة التنمية الدولية                       | 19 سبتمبر 1989      | 16 سبتمبر 1963    |
|             | وكالة ضمان الاستثمار متعدد الأطراف          | 19 سبتمبر 1989      | 26 سبتمبر 1994    |
|             | الاتحاد الدولي للاتصالات                    | 13 أكتوبر 1976      | 1961              |
|             | الاتحاد البريدي العالمي                     | ?                   | ?                 |

## وصلات خارجية
- موقع وزارة الخارجية الأنغولية